# Cheryl Morero
Sonja Cheryl Leonie Morero-Hogenbirk-van Veen is een personage uit de Nederlandse tv-serie Gooische Vrouwen, vertolkt door Linda de Mol. Het personage komt voor in de televisieserie uit 2005-2009, de twee films uit 2011 en 2014 en in de vervolgserie uit 2024.

## Personage
Cheryl komt uit de Amsterdamse Jordaan en heet eigenlijk Sonja Cheryl Leonie van Veen. Ze is getrouwd met de eveneens uit Amsterdam afkomstige volkszanger Martin Morero. Ze verhuizen naar een villa in Blaricum, maar vanwege haar volkse afkomst heeft Cheryl het moeilijk om daar te integreren. Ze is echter spontaan en onbevangen, en ze raakt bevriend met Anouk Verschuur, Willemijn Lodewijkx en Claire van Kampen. Vanaf seizoen 4 wordt de overleden Willemijn vervangen door een nieuwe vriendin: Roelien Grootheeze.
Haar huwelijk met Martin verloopt moeizaam, mede door de slippertjes die hij regelmatig heeft. Als excuses overlaadt hij haar dan met dure cadeaus. Zelf heeft ze ook minder sympathieke kanten: zo is zoontje Remy niet van Martin afkomstig maar van de ex van Anouk. Ook is Cheryl erg bazig en ijdel en heeft ze weinig geduld. Ze maakt zich ook zorgen over ouder worden en de bijbehorende fysieke aftakeling. Verder is ze verslaafd aan winkelen.

## Seizoen 1
In seizoen 1 komt Cheryl samen met haar man Martin in Het Gooi wonen. Buurvrouw Claire van Kampen is hier niet van gediend. Andere buurvrouwen Willemijn Lodewijkx en Anouk Verschuur zijn benieuwd en komen naar het housewarmingfeestje van de Morero's. Op dit feestje valt de man van Claire, Anton van Kampen te pletter in het zwembad van de Morero's waar geen water in zat. Cheryl komt op de begrafenis, tot ergernis van Claire. Merel van Kampen gaat echter uit huis omdat ze Claire de dood van haar vader verwijt, maar Cheryl weet Merel weer over te halen om naar huis te komen. Claire draait wat bij en vanaf dit moment hoort Cheryl officieel bij het vriendinnengroepje van Willemijn, Anouk en Claire.
Martin gaat voor de zoveelste keer vreemd en Cheryl schopt hem het huis uit. Cheryl is zo boos dat ze met Tom Blaauw het bed induikt. Op dat moment laat Martin duizenden rozen op hun huis neerkomen. Hierna maakt Cheryl het weer goed met Martin. Cheryl blijkt zwanger te zijn, waarmee Martin erg blij is. Helaas is, vlak voordat ze zwanger werd, uit onderzoek gebleken dat Martin 'traag zaad' heeft en onmogelijk de vader kan zijn. Toch weerhoudt het Cheryl en Martin niet om te gaan twijfelen: Martin is de vader van Cheryls ongeboren kindje. Of toch niet?

## Seizoen 2
In seizoen 2 is Cheryl zwanger van haar eerste kindje. Ze straalt, maar is ondertussen onzeker over het feit dat eigenlijk Tom de vader van haar ongeboren kindje is. Ondertussen weet ze bijna zeker dat Martin weer vreemdgaat. Ook heeft Cheryl eindelijk een hulp in de huishouding gevonden: Tippiwan Sournois, de ex au pair van Anouk. Tippiwan steelt van alles van de Morero's en vermoordt zelfs een belastinginspecteur, zonder dat de Morero's achter dit alles komen. Uiteindelijk gaat Cheryl bevallen. Tippiwan brengt haar naar het ziekenhuis en moet iedereen bellen van Cheryl. Niemand neemt op, behalve Tom. Tom haast zich naar het ziekenhuis en ondersteunt Cheryl bij haar bevalling. Uiteindelijk wordt het kind geboren: Remy Martin Morero. Al haar vriendinnen en vrienden komen naar het ziekenhuis, maar Martin is nergens te bekennen.....

## Seizoen 3
Aan het begin van seizoen 3 schopt Cheryl Martin het huis uit, omdat hij vreemdging met Lucy, met wie hij een auto-ongeluk kreeg ten tijde van de bevalling van Cheryl. Ook tijdens de doop van de kleine Remy wonen de twee nog apart. Uiteindelijk kan Cheryl het gehuil van Remy niet meer alleen aan en vraagt Martin terug te komen.
Tom laat een DNA-test doen. De uitslag komt bij de Morero's binnen, Tom is de vader. Cheryl vervalst hem echter, waardoor zowel Martin als Tom denken dat Martin de biologische vader is van Remy.
Cheryl organiseert samen met Martin en haar vriendinnen een charity voor de weeskindjes in Thailand. Een tijdje ervoor heeft Cheryl twee vrouwen horen praten over haar en Martin, negatief. Ze spreekt de vrouwen erop aan zonder duidelijke signalen dat ze hen heeft horen praten.
Nadat Tippiwan de moeder van Martin heeft vermoord, chanteert zij Cheryl met de DNA-test. Tippiwan heeft de papieren goed bekeken en is erachter gekomen dat Tom de vader is. Cheryl voelt zich verplicht om Martin de waarheid te vertellen. Ze vertelt de waarheid en Martin gaat overstuur met Remy weg. Ondertussen trapt Cheryl Tippiwan het huis uit en bedreigt haar: als Cheryl Tippiwan nog één keer ziet vermoordt ze haar. Daarna gaat Cheryl naar de vrijgezellenavond van Evert en Willemijn, waar Martin met Remy na een tijdje ook arriveert. Hij gaat Tom als donor zien en vergeeft Cheryl de 'fout'. Alles is dus toch weer goed gekomen. Maar zijn ze wel van Tippiwan af?

## Seizoen 4
In seizoen 4 wonen Cheryl en Martin in een nieuw huis. Martin wilde niet meer in hun oude huis wonen, omdat daar zijn moeder is verongelukt. Tippiwan heeft ondertussen weer toegeslagen, en wel op de bruiloft van Evert en Willemijn. Willemijn is hierbij omgekomen, waarvan Cheryl nogal overstuur is. Op de 'zogenaamde' as-bijzetting van Willemijn stort Martin in en moet hij naar het ziekenhuis. Het is waarschijnlijk de stress, maar het huwelijk van Cheryl en Martin komt onder druk te staan. Nadat ook Tante Cor steeds vaker bij Martin komt, is Cheryl het spoor bijster. Ze stelt een proef-scheiding voor, ook om weer in de publiciteit te komen. Martin wimpelt het af, maar nadat Cheryl een tv-uitzending voor hem heeft afgezegd is de maat vol: hij wil ook een proef-scheiding. Cheryl is een avond weg, maar mist Martin dan al. Martin mist haar ook en zo komt het toch weer goed.
Cheryl krijgt er samen met Anouk en Claire een nieuwe vriendin bij: Roelien Grootheeze, de nieuwe vriendin van Evert. Na een moeilijke start worden ze toch uiteindelijk vriendinnen. Ondertussen heeft Cheryl ook weer een oude vriend van vroeger herontmoet: Yari.
Cheryl is jaloers op een fan van Martin, die allemaal cadeaus maakt voor Martin, en besluit naar haar toe te gaan. De vrouw, Joke, blijkt knettergek en ontvoert Cheryl. Ze trekt haar kleren aan en gaat naar Huize Morero. Martin is verbijsterd en gaat samen met Joke naar Cheryl toe. Hij vraagt om een knuppel om zo Cheryl neer te kunnen slaan. Hij slaat echter Joke neer, waardoor ook dit weer goed afloopt.
Martin vraagt Cheryl voor de tweede keer ten huwelijk. De twee treden in de laatste uitzending van seizoen 4 nogmaals in het huwelijk. Tippiwan is vlak voor het huwelijk ontsnapt uit de gevangenis. Ze arriveert echter niet op het huwelijk, omdat ze tussen de spoorbomen blijft vastzitten met haar auto. Eind goed, al goed?

## Seizoen 5
In seizoen 5 krijgen de Morero's nieuwe buren: Carla Callewaert en Floris Callewaert. De nieuwe buren hebben als au pair: Tippiwan, die zich als moslima heeft vermomd, waardoor Cheryl en Martin niks doorhebben. Cheryl en Martin krijgen het meer dan eens aan de stok met de nieuwe buren, en wel over geluidsoverlast alsmede het poepen van de hond in de tuin van de buren. Carla beschuldigt de Morero's er ook van dat zij haar poes hebben vermoord. Cheryl en Martin weten dit gelukkig te weerleggen, want Tippiwan heeft de kat vermoord. Tippiwan kan echter niks meer uithalen na een tijdje: ze wordt doodgeslagen door Tante Cor.
Martin krijgt dit seizoen een nieuwe manager: Ilona de Vries. Cheryl is totaal niet over haar te spreken omdat ze Martin steeds wil veranderen. Ze krijgt steeds ruzie met Martin over haar en dat heeft Ilona ook door. Ze neemt ontslag, maar ziet Cheryl nog wel paaldansen in de slaapkamer van Cheryl en Martin.
Na Ilona neemt Martin Barry, zijn oude manager, weer aan. Barry is echter nog boos en weet met een smoes al het geld van Martin en Cheryl af te nemen. Dan vertrekt hij snel naar het buitenland. Cheryl en Martin blijven verslagen achter en besluiten hun huis te verkopen en gaan weer terug naar Amsterdam, na een afscheidsfeestje voor al hun vrienden uit Het Gooi.

## Gooische Vrouwen (film)
In de film van Gooische Vrouwen wonen Cheryl en Martin weer in het Gooi en ontmoet Cheryl een nieuwe vriendin: Fay. Martin gaat echter op de basisschool van Remy vreemd met Fay, waarna Cheryl erg verdrietig is. Nadat ook Claire, Anouk en Roelien even in een dip zitten, besluiten ze met z'n vieren naar Parijs te gaan. Daar aangekomen gaan ze naar een soort therapeut, om tot rust te kunnen komen door oefeningen. Daar is ook een bekende Franse zanger aanwezig, die Cheryl meerdere malen probeert te versieren. Cheryl gaat er uiteindelijk niet op in. Nadat Barbara, de therapeut, een naakte sessie wil doen besluiten de vrouwen snel weg te gaan. Ze gaan samen met Yari shoppen in Parijs. Cheryl wil echter snel terug naar Nederland, omdat ze Martin mist en naar zijn concert wil. Tijdens het concert komen de vrouwen weer aan in Nederland en weet Cheryl op tijd op het podium te zijn om er voor Martin te zijn.

## Gooische Vrouwen 2
In Gooische Vrouwen 2 straalt ze van geluk. Ze is gelukkig met Martin en Remy. Haar vriendin Claire komt terug uit Burkina Faso en heeft haar huis in het Gooi verhuurd, waardoor ze bij Cheryl gaat logeren. Wanneer Roelien Martin betrapt op vreemdgaan voelt Martin zich genoodzaakt dit aan Cheryl te vertellen. Wanneer hij dit vertelt raakt Cheryl compleet over haar toeren en smijt alles wat ze vast kan pakken naar hem toe. Martin laat weten voor zijn vriendin Daphne te kiezen en verlaat Cheryl. Cheryl is ontroostbaar en zit ook nog eens opgescheept met een onherkenbare Claire. Met behulp van Yari knapt ze haar weer op zodat ze weer in het Gooi past. Wanneer Evert overlijdt door verstikking, vraagt Roelien Cheryl, Anouk en Claire mee naar Oostenrijk om de as uit te strooien. Met zijn vieren gaan ze op pad. In Oostenrijk duikt ze samen met een ski-leraar het bed in. Wanneer ze weer terug in Nederland zijn staat er een limousine op de snelweg voor ze klaar. Wanneer ze bij haar huis wordt afgezet ziet ze dat Martin dit heeft geregeld en een lied voor haar zingt om zijn excuses aan te bieden. Ze barst in tranen uit wanneer ze hem vertelt dat heel veel van hem houdt, maar hij haar te vaak bedrogen heeft. Ze wordt getroost door haar vriendinnen.
In de meerdere toekomstvooruitzichten van de dames in het Gooi komen we erachter dat Cheryl later samen met haar drie vriendinnen in een villa gaat wonen. Door alle botox in haar gezicht heeft Cheryl geen uiterlijk van een bejaarde, behalve haar nek. Ook Martin is bejaard en woont in een verpleeghuis vanwege dementie. Ze zoekt hem nog wekelijks op en helpt hem met van alles. Door zijn dementie weet hij niet meer dat ze zijn gescheiden. Op het einde van de film treedt een bejaarde Martin nog één keer op, met Remy achter het drumstel. Cheryl staat dolgelukkig toe te kijken.

## Seizoen 6
Cheryl en Martin zijn na 10 jaar nog steeds niet officieel gescheiden.